# 諾伊曼峰
諾伊曼峰（英語：Neumann Peak），是南極洲的高地，位於葛拉漢地的盧貝海岸，處於漢森島北端，根據美國探險隊拍攝的空中照片被繪入地圖，現時由南極條約體系管理。